# 川埜龍三
川埜 龍三（かわの りゅうぞう、1976年10月25日 - ）は、日本の現代美術家。神戸市出身。

## 経歴
1976年、神戸市生まれ。 1995年、岡山県立総社南高校卒業。2000年、高知大学特設美術学科教員養成課程卒業。
主な個展に「砂の引力」(1998年)、 「十中八九ワニ」(2000年)、　「不滅の標(しるし)」(2001年)、 「コロリン・コロラド」(2004年)、「沈黙にたまる雨」（2005年）、 「グラン・ママの葬列」(2007年)などがある。 
2008年にオフィシャルギャラリー「ＬＡＧＡＲＴO(ラガルト)」が倉敷市阿知3-22-25 倉敷ジーンズ2Fにオープンし た。

## 作品集
- 「RYUZO三ARTBOOK1994～2003」（2005年）
- 「La vida y muerte de la Gran mama」（2007年）
- 「ビエンナーレ大作戦」（2009年）

## 主な作品収蔵先
- ＬＡＧＡＲＴＯ  （倉敷市）にある川埜龍三のオフィシャルギャラリー
- メフィストフェレス (高知県高知市)　　 現代企業社の喫茶店外壁に立体壁画が設置されている。店内にも初期作品あり。
- おかやま山陽高等学校 （岡山浅口市）　　校舎外壁に彫像壁画「感覚サレルベキモノ」が設置されている。
- 笠岡市立竹喬美術館